# Arboreto de Nairobi

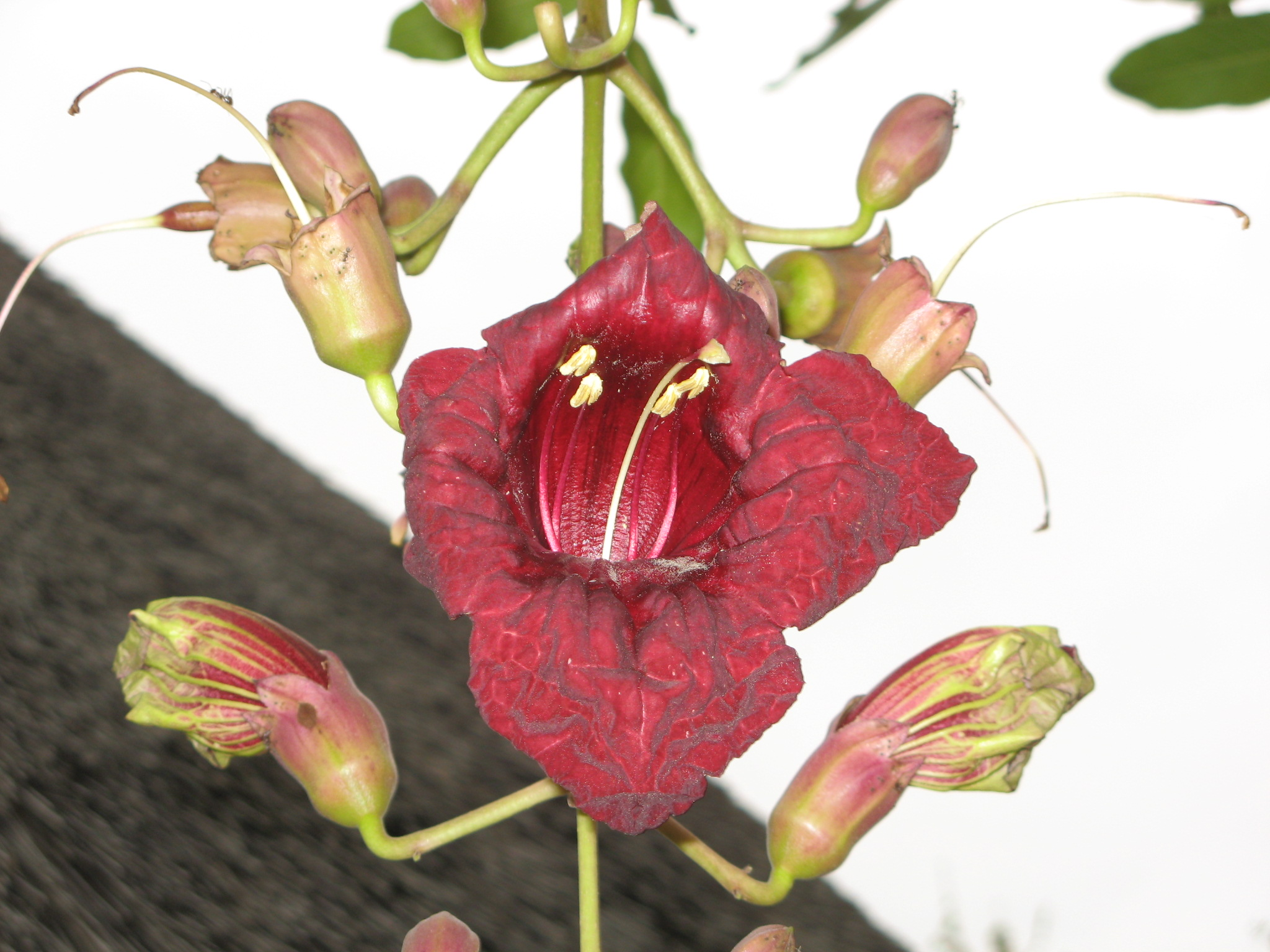
La flor del árbol Kigelia africana.

El Arboreto de Nairobi (en inglés : Nairobi Arboretum) es un arboreto de 30 hectáreas de extensión en los alrededores de Nairobi, Kenia. Es miembro del BGCI, su código de identificación internacional como institución botánica, así como las siglas de su herbario es NAIRA.

## Localización
Friends of Nairobi Arboretum PO Box 44486, Nairobi, Kenya-Kenia.1°16′27.4794″S 36°48′47.1594″E / -1.274299833, 36.813099833

## Historia
La ciudad de Nairobi fue desarrollada para apoyar la construcción del ferrocarril desde Mombasa en la costa hasta las orillas del lago Victoria, la fuente del Nilo que los colonos británicos quisieron controlar. El área era conocida como "Enkare Neerobi" que significaba un lugar de aguas frescas;. Fue utilizado por la gente Masái como lugar de abrevadero para sus manadas de ganado. 
Los motores ferroviarios funcionaban con el vapor generado por la quema de troncos de madera. Se necesitaba diariamente una gran cantidad de madera como combustible para el ferrocarril hasta el año 1952 en que el gasoil substituyó a la madera. 
Alrededor de 1902 el gobierno colonial reservó un área de 3 kilómetros a ambos lados de la línea ferroviaria de modo que la leña se pudiera cortar de los bosques para alimentar las calderas de los trenes. La madera de los olivos (Olea europaea subsp.africana) tiene un poder calorífico mayor que la de otros árboles, así que los árboles de la aceituna y del cedro (Juniperus procera), entre otros, fueron reducidos. Los silvicultores observaron pronto que los árboles indígenas crecían lentamente y sugirieron el establecimiento sin tardanza de cultivar maderas blandas exóticas para cubrir la demanda. Nadie sabía si tales árboles exóticos podrían prosperar en Kenia. 
En 1907, se comenzaron los ensayos en el actual sitio del arboreto con plantaciones de semillas procedentes de Australia, de México, de la India, de Nueva Zelanda y del Reino Unido. Bajo la supervisión de Sr. H.M. Gardner, (Jefe conservador de los bosques (CCF) desde 1928 a 1947, con la política de “hacer una colección tan completa como sea posible de arbustos y de árboles indígenas" y al mismo tiempo amplió en gran medida la colección de ornamentales exóticos. También diseño el pozo del sitio y las plantas fueron introducidas cada año durante mucho tiempo a pesar de la sequía y las enfermedades. 
Las "estaciones forestales" habían sido creadas por todo el país y muchas grandes áreas del bosque protegidas como reservas forestales, incluyendo el arboreto de Nairobi en 1932. Un inventario de plantas del arboreto fue mecanografiado en 1945, que ahora se encuenytra en la biblioteca del herbario en el Museo Nacional de Nairobi (NMK), proporcionando expedientes valiosos de su establecimiento. 
La guía turística del arboreto de Nairobi de 1958 recoge “es una visita diaria para los alumnos de las escuelas.” La amenidad y el valor educativo del arboreto de Nairobi habían sido aceptados. S etenía mucha información botánica sobre los árboles de las extensas colecciones de los primeros silvicultores (en el herbario) y en 1962 el Sr. Greenway y Sr. Dale escribieron para el público el primer libro de los árboles de Kenia. 
Nairobi, ahora tiene una población cercana a los tres millones de habitantes y el arboreto es un recurso importante para su población. El espacio del arboreto y su estratégica ubicación tienen una enorme importancia para acrecentar la conciencia pública sobre la importancia de la biodiversidad. Una encuesta demostró que unas 140.000 personas habían visitado el arboreto en 1995. 
La gerencia del arboreto está bajo control del departamento de bosques del ministerio de medio ambiente y de recursos naturales, a través del consejo de administración del arboreto de Nairobi (NAMB) establecido formalmente en 1997 con un presidente designado por el CCF. 
El arboreto tiene un activo grupo de amigos, los amigos del arboreto de Nairobi (Friends of Nairobi Arboretum, FONA), establecido en 1993 En el acta de su fundación el presidente del FONA se comprometió a desarrollar el papel del arboreto en la sociedad “en la conservación y educación ambientales, cultura y reconstrucción, ciencia e investigación, amenidad urbana y orgullo cívico.”

## Colecciones

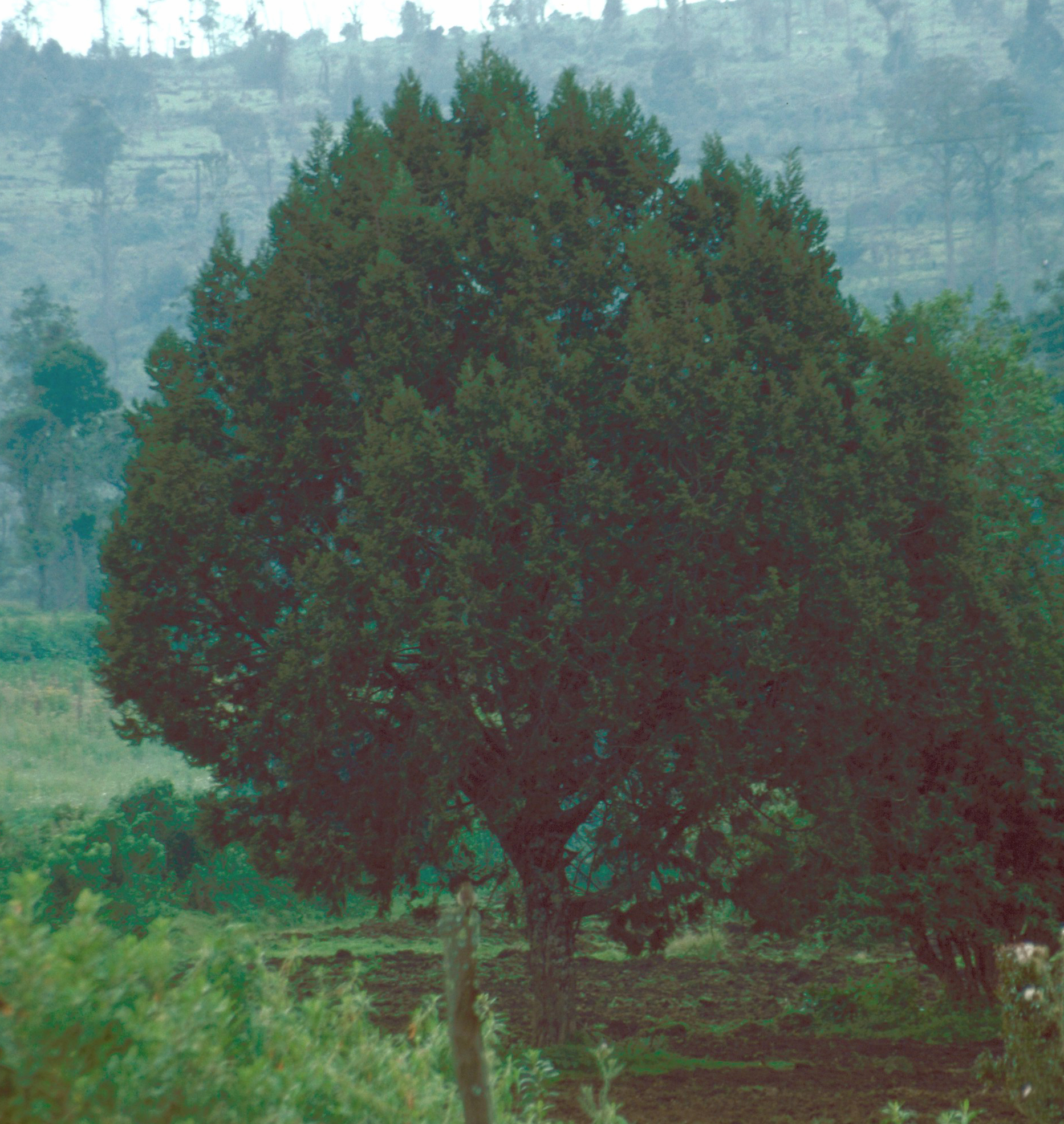
El árbol Juniperus procera.

Alberga unos 450 taxones, entre árboles y arbustos autóctonos y foráneos, en los que se incluyen :
- Árboles indígenas, con especies raras y amenazadas, Adansonia digitata, Bauhinia tomentosa, Bersama abyssinica, Blighia unijugata,

Bombax rhodoghnaphalon, Calpurnea aurea, Canthium keniense, Chaetacme aristata, Clausena anisata, Commiphora eminii, Craibia brownii, Croton macrostachys, Croton megalocarpus, Cussonia spicata, Dodonea angustifolia, Dombeya rotundifolia, Dovyalis macrocalyx, Ehretia cymosa, Elaeodendron buchananii, Encephalartos hildebrandtii, Erythrina burtiii, Ficus sur, Ficus ingens, Ficus thonningii, Filicium dicipiens, Gardenia ternifolia, Grewia fallax, Jatropha curcas, Kigelia africana, Measopsis eminii, Margaritaria discoideus, Markhamia lutea, Milicea excelsa, Milletia dura, Mimusops bagshawei,
Newtonia buchgananii, Ochna holstii, Oncoba routledgei, Phoenix reclinata, Podocarpus falcatus, Polyscias kikuyuensis, Rothmannis urcelliformis, Ruttya fruiticosa, Scherebera alata, Spathodea campanulata, Stereospermum kuntianum, Strychnos usambarensis, Suregarda procera, Tamarindus indica, Teclea simplicifolia, Teclea trichocarpa, Terminalia catappa, Terminalia brownii, Trichellia emetica,
Trimerea grandifolia, Turraea robusta, Vangueria madacascariensis. 
- Plantación de árboles indígenas de madera dura, y árboles maderables incluyendo Eucalyptus spp., Juniperus procera, Albizzia coriaria
- Árboles de interés etnobotánico como el árbol del veneno de las flechas (Acokanthera schimperi), y el árbol Kapok (Chorisia speciosa) y el  Brachylaena huillensis usado en la talla de madera.
- Plantas Medicinales, tal como Aloe, Warburgia ugandensis y Vitex keniensis.
- Árboles frutales, Atrocarpus heterophyllus, Calodendron capense
- Plantas de interés hortícola como Draceana steudneri y Euphorbia spp.
- Especies ornamentales.

Entre sus colecciones especiales se encuentra una senda en Mpingo.